# GIGA Help
GIGA Help war eine interaktive Live-Servicesendung auf NBC Europe und hatte ihren Sendestart am 24. März 2003. Gesendet wurde aus dem damaligen GIGA-Studio in Düsseldorf, dem sogenannten „New Media Center“.

## Allgemeine Informationen

Bis zur Einstellung der Sendung war dies stets das On-Air-Logo. Die Abbildung im Infokasten sollte 2005 das bisherige Logo ablösen und wurde in der Endphase der Sendung teilweise auch verwendet.

Zu Beginn wurde die Sendung montags bis donnerstags, später auch freitags von 21:00 bis 21:45 Uhr ausgestrahlt. Moderiert wurde die Sendung zuletzt von den sogenannten „Netzreportern“ Shu On Kwok, Hüseyin Öztürk und Kevin Körber.
GIGA Help ging aus dem bisherigen „Help-Bereich“ der Sendung NBC GIGA hervor, wo primär bei Problemen und Fragen rund um Hardware, Software und Telekommunikation geholfen wurde. Zudem wurden Neuheiten aus der IT-Branche präsentiert.
Zur CeBIT 2003 wurde auf der sendungseigenen Homepage eine Umfrage mit der Fragestellung, ob eine solche Sendung realisiert werden solle, veröffentlicht, die eindeutig zugunsten der Sendung „GIGA Help“ ausfiel.
Der bisherige „Help-Bereich“ bei NBC GIGA wurde kurze Zeit später in „Helpcenter“ umbenannt; inhaltlich konzentrierte man sich dort fortan verstärkt auf die Hilfestellung für Ratsuchende. In GIGA Help wurden in erster Linie Neuheiten, Tipps und Tricks vorgestellt. Oftmals wurden Experten eingeladen, die, der Philosophie von GIGA entsprechend, im Dialog mit den Zuschauern standen und ihre Fragen und Meinungen einholen konnten.
Nach 425 Sendungen wurde GIGA Help am 28. Januar 2005 eingestellt. Den Sendeplatz übernahm eine neue Sendung namens GIGA PLAY, eine weitere Spielesendung, die nach Bekanntgabe der Einstellung kurzzeitig konzipiert und realisiert wurde. Begründet wurde dieser umstrittene Schritt dadurch, dass der Games-Redaktion im Gegensatz zur Help-Redaktion noch unausgelastete Arbeitskräfte zur Verfügung standen.
In der Nachmittagssendung, die sich zum 1. März 2005 in GIGA green umbenannt hatte, wurde an diesem Tag der Tech-Bereich erschaffen, der mehr an GIGA Help als an den bisherigen Helpcenter-Bereich erinnerte.